# Kaynardzha (huyện)
Kaynardzha là một huyện thuộc tỉnh Silistra, Bungaria. Dân số thời điểm năm 2001 là 5467 người.